# Bryum mayrii
Bryum mayrii är en bladmossart som beskrevs av Brotherus 1899. Bryum mayrii ingår i släktet bryummossor, och familjen Bryaceae. Inga underarter finns listade i Catalogue of Life.